# Его брат
«Его брат» (фр. Son frère) — фильм режиссёра и сценариста Патриса Шеро по роману Филиппа Бессона. В 2003 году на Берлинале картина была удостоена «Серебряного медведя».

## Сюжет
Действие фильма охватывает временной промежуток в 18 месяцев. Братья Тома и Люк находятся в плохих отношениях. Однажды Тома появляется в квартире Люка и объясняет брату, что тяжело болен. Он просит сопроводить его в больницу.
Люк является геем и живёт со своим партнёром. Но этот союз даёт трещину после того, как Люк берёт Тома к себе домой в Бретань.

## В ролях
| Актёр            | Роль   |
| ---------------- | ------ |
| Бруно Тодескини  | Тома   |
| Эрик Каравака    | Люк    |
| Сильвен Жак      | Венсан |
| Морис Гаррель    | старик |
| Паскаль Греггори | доктор |

## Критика
Фильм получил смешанные отзывы критиков со значительным перевесом в сторону положительных. На сайте Rotten Tomatoes он имеет 92 процента «свежего» рейтинга.